# Hermann Horrix
Hermann Horrix (* 22. September 1859 in Grefrath; † 17. Januar 1930 in ebd.) war ein deutscher Hilfsschullehrer, Sonder-/Heilpädagoge, der zu den Wegbereitern des Sonderschulwesens gehörte, dessen Name „in allen Hilfsschulkreisen Deutschlands und darüber hinaus in England, Schweden, Holland, Schweiz und den Vereinigten Staaten einen guten Klang hatte“.

## Leben und Wirken
Hermann Horrix war das erste von vier Kindern des Hauptlehrers Johannes Horrix (1831–1904) und dessen Ehefrau Maria Lucia Horrix, geb. Gartz. Von 1876 bis 1879 absolvierte er das Lehrerseminar in Kempen. Anschließend unterrichtete er an der Volksschule in Hagenbroich-Süchteln. Nachdem Horrix 1881 die 2. Lehrerprüfung abgelegt hatte, war er zunächst als Lehrer an Volksschulen in Düsseldorf tätig. In letztgenannter Stadt übernahm er am 1. April 1888 die neue errichtete einklassige Hilfsschule für Schwachbegabte an der Kreuzstraße, später Bismarckstraße. Er baute die Bildungseinrichtung im Laufe der Jahre zu einer sechsstufigen Einrichtung aus, der er von 1911 bis 1924 als Rektor vorstand. Horrix richtete weitere Hilfsschulklassen in Stadtteilen von Düsseldorf ein. Im Sommer 1895 nahm er an einem Ausbildungskurs für Sprachheillehrer teil, der von Albert Gutzmann und seinem Sohn Hermann Gutzmann durchgeführt wurde. Bis dahin hatte er Schüler mit Sprachfehlern privat unterrichtet. In der Zeit von 1906 bis 1909 zeichnete Horrix für mehrere Ausbildungs- und Fortbildungskurse für Hilfsschullehrer verantwortlich. Von 1909 bis 1913 leitete er im Auftrag der Stadt Düsseldorf mehrere Hilfsschullehrerkurse, denen sich Sprachheilkurse, Hör- und Sehkurse anschlossen. Mehrmals wurde er beauftragt, stotternde und stammelnde Soldaten logopädisch zu behandeln. Horrix war rege publizistisch tätig und hielt viele Vorträge über die erziehliche Aufgabe der Hilfsschule. Für seine Verdienste erhielt er den Königl. Kronenorden vierter Klasse verliehen.
1924 ging Horrix in den Ruhestand und widmete sich der Grefrather Ortsgeschichte.
Horrix starb am 17. Januar 1930 plötzlich an einem Schlaganfall. Unter großer Anteilnahme der Hilfsschullehrerschaft und vieler ehemaliger Schüler wurde er in Kempen beigesetzt.
Die Stadt Düsseldorf benannte 1965 die neu errichtete die Hilfs-/Förderschule an der Suitbertusstraße nach Horrix und der Kreis Viersen ehrte ihn 1998 mit der Prägung einer Gedenkmedaille.

## Werke (Auswahl)
- Erläuterungen zum Personalbogen für Hilfsschulen, Hannover 1913
- Was oft in der Zeitung steht, in: Rheinisch-westfälisches Hilfsschullesebuch. Teil: Ausgabe für evangelische Schulen / Teil 2., Oberstufe, Breslau 1915, S. 53
- Pflege deine Haut!, in: Rheinisch-westfälisches Hilfsschullesebuch. Teil: Ausgabe für evangelische Schulen / Teil 2., Oberstufe, Breslau 1915, S. 59
- Düsseldorf am Rhein, in: Rheinisch-westfälisches Hilfsschullesebuch. Teil: Ausgabe für evangelische Schulen / Teil 2., Oberstufe, Breslau 1915, S. 201–202
- 25 Jahre Düsseldorfer Hilfsschule. Ein Rückblick, in: Albert Wehrhahn (Hrsg.): Deutsche Hilfsschulen in Wort und Bild, Halle 1913, S. 220–226
- Ratgeber beim ersten Sprech- und Leseunterricht auf phonetischer Grundlage, Düsseldorf o. J.
- Begriffsbildung und Gedankenaustausch in der Hilfsschule, Halle 1925
- Anschaulicher Rechenunterricht in der Hilfsschule, Halle 1924